# Pierre Bensusan
Pierre Bensusan (30 de octubre de 1957) es un guitarrista acústico franco-argelino de origen sefardí. Su música se ha categorizado como celta, folk, músicas del mundo, New-age y jazz de cámara. Ha publicado tres libros de música y tablaturas. Toca en afinación DADGAD.

## Biografía
Bensusan nació en 1957 en Orán,  en plena guerra de Independencia de Argelia, se trasladó siendo niño a París con su familia.  Estudió piano y música clásica desde los siete años. Cuatro años más tarde, comenzó a aprender a tocar la guitarra por su cuente después de que su padre le comprara una guitarra acústica con cuerdas de acero y un compañero de clase le enseñara "algunos acordes".  A los diecisiete años firmó un contrato para su álbum debut, Près de Paris, que ganó el Grand Prix du Disque en el Festival de Jazz de Montreux.
Entre sus influencias se pueden contar con Big Bill Broonzy, Larry Carlton, Martin Carthy, Ry Cooder, Joan Baez, Reverendo Gary Davis, Davey Graham, Jimi Hendrix, Mississippi John Hurt, Bert Jansch, Nic Jones, Paco de Lucía, John McLaughlin, Pat Metheny, Wes Montgomery, John Renbourn, Django Reinhardt, Ralph Towner y Doc Watson.
Bensusan utiliza el sistema de afinación DADGAD, así como pedales de efectos para guitarra eléctrica. Ha afirmado que se interesó en tocar en DADGAD por su calidad "mística" y "romántica" que le hacía sentir como si se hubiera remontado al siglo XVI o XVII.
Incluye el scat en sus composiciones, tanto compuestas como improvisadas. Ha colaborado extensamente con el saxofonista Didier Malherbe. Interpretó la canción "ELM" para la banda sonora de la película de anime Cowboy Bebop de Yoko Kanno.
En 2006, Bensusan contribuyó con la canción "Falafel a Montsegur" al álbum Artists for Charity - Guitarists 4 the Kids, producido por Slang Productions, para ayudar a World Vision Canada en beneficio de los niños desfavorecidos. 
Intuite, publicado en 2001, fue su primer álbum instrumental de guitarra acústica solista e incluía una canción que dedicó a Michael Hedges. 

## Discografía
- Pres de Paris (Cezame, 1975)
- 2 (Cezame, 1977)
- Musiques (Cezame, 1979)
- Solilai (Stockfisch; Claddagh 1981)
- Spices (CBS, 1988)
- Wu Wei (Rounder, 1994)
- Live Au New Morning (XIII Bis, 1997)
- Intuite (Favored Nations, 2000)
- Bamboule (Acoustic Music Records, 2001)
- International Guitar Night with Andrew York, Guinga, Brian Gore (Favored Nations, 2004)
- Altiplanos (Favored Nations, 2005)
- Vividly (Favored Nations, 2010)
- Azwan (MVD Audio, 2020)

## Libros
- Bensusan, P: El libro de la guitarra, HAL Leonard Publishing Corporation, 1985ISBN 0-88188-620-3
- Bensusan, P: DADGAD Música: Composiciones de Spices y Wu Wei, John August Music / Mel Bay Publications, 1996ISBN 0-7866-1452-8
- Bensusan, P: The Intuite Guitar Book, DADGAD Music (Francia), 2003